# Blow Job (film 1964)
Blow Job è un film sperimentale muto statunitense del 1964 diretto da Andy Warhol. Realizzato nel gennaio 1964, vi si vede il volto di un non ancora affermato DeVeren Bookwalter al quale sembra essere fatto del sesso orale da parte di un partner fuori campo non meglio identificato. È filmato a 24 fotogrammi al secondo, secondo le indicazioni dello stesso Warhol che ne prescriveva invece la proiezione a 16 fotogrammi al secondo, facendolo così rallentare di un terzo.

## Trama
Diversamente dal titolo provocatorio, il film mostra esclusivamente l'espressione del volto del giovane protagonista: il rapporto sessuale a cui fa riferimento non viene invece mostrato. Non è nemmeno esplicitato se la parte attiva di questo atto sessuale sia di genere maschile o femminile, giacché lo spettatore può solamente presumere che lo stesso sia effettivamente in corso.
L'attore, come in altri film di Warhol, viene lasciato a se stesso davanti ad una telecamera che si rivela più che mai impietosa proprio per la particolarità della situazione che viene descritta e per come viene descritta. 
La lentezza del filmato poi (35 minuti), esagerata rispetto alla realtà, pone il protagonista in condizione di sembrare assolutamente inadatto rispetto alla situazione.

## Realizzazione
È controversa l'identità della persona che ha effettuato l'atto di sesso orale, sebbene sia ampiamente riportato, dall'attore Gerard Malanga e da altri, che essa corrisponda a quella del realizzatore di film di avanguardia Willard Maas. Warhol, da parte sua, riporta nel suo libro Pop. Andy Warhol racconta gli anni Sessanta del 1980 che la fellatio sia stata eseguita da ben cinque ragazzi diversi. In questo libro Warhol scrive di aver inizialmente chiesto a Charles Rydell, il fidanzato del filmmaker Jerome Hill, di essere la star di questo film, promettendogli che avrebbe trovato "cinque magnifici ragazzi" a eseguire l'atto di sesso orale.
Comunque, al momento di girare il film all'interno della Factory, Rydell non si presentò. A Warhol, che lo cercava telefonandogli presso la sua suite all'Algonquin Hotel, Rydell rispose di aver pensato che Warhol scherzasse e, comunque, di non avere alcuna intenzione di essere il protagonista di un film simile. Al definitivo rifiuto di Rydell, Andy decise di utilizzare "un bel ragazzo che girava quel giorno per la Factory", in seguito identificato come DeVeren Bookwalter. Anche se ormai i cinque ragazzi se ne erano già andati, Warhol, la cui memoria era notoriamente debole, li inserì lo stesso nella versione data nel suo famoso libro, uscito molto tempo dopo, POPism.

## Sequel
Nel 1966 Warhol realizzò il sequel sonoro Eating Too Fast (traducibile con Mangiando troppo velocemente e originariamente intitolato Blow Job #2), che dura 67 minuti e che vede come protagonista il critico d'arte e scrittore Gregory Battcock.

## Critica
Secondo Peter Gidal il film allontana lo spettatore dall'esperienza che dichiaratamente sostiene di descrivere: "Delle volte il giovane attore sembra annoiato, alcune volte sembra assorto nei suoi pensieri, altre volte sembra consapevole della presenza della telecamera e altre ancora come se questa non ci fosse".
Douglas Crimp afferma che dopo alcuni minuti "diventa chiaro che non vedremo nulla di più della ripetizione, con leggere variazioni, di ciò che abbiamo già visto". Questo ci permette di vedere le cose in maniera diversa. Allo stesso modo l'atto sessuale ha il potere di distrarre l'attore dalla presenza della telecamera, creando così un genere unico di non coscienza di sé. Il film diventa "una lezione su come ottenere un ritratto veramente bello senza bisogno di dire 'cheese'!"
Il critico Roy Grundmann sostiene che "i dispositivi autoriflessivi di Blow Job creano un nuovo genere di indirizzo fruizionale che smuove in vari modi gli spettatori dalla loro visione contemplativa. La riflessività di Blow Job rende gli spettatori fortemente coscienti che la visione di un film fa investire e proiettare una parte di sé stessi verso un'immagine, il che lo rende pure un atto socializzato acculturato". Grundmann sostiene anche la tesi secondo cui "gli spettatori oscillano tra la consapevolezza della propria contingenza su una scala più ampia e la promessa di un controllo ocular-centrico dell'immagine"